# شادیال
شادیال (به انگلیسی: Shadial) یک منطقهٔ مسکونی در پاکستان است که در خیبر پختونخوا واقع شده‌است. شادیال ۱٬۰۹۳ متر بالاتر از سطح دریا واقع شده‌است.